# Ngôn ngữ tại Ấn Độ

Phân bố các ngôn ngữ thứ nhất ở Ấn Độ theo tiểu bang.

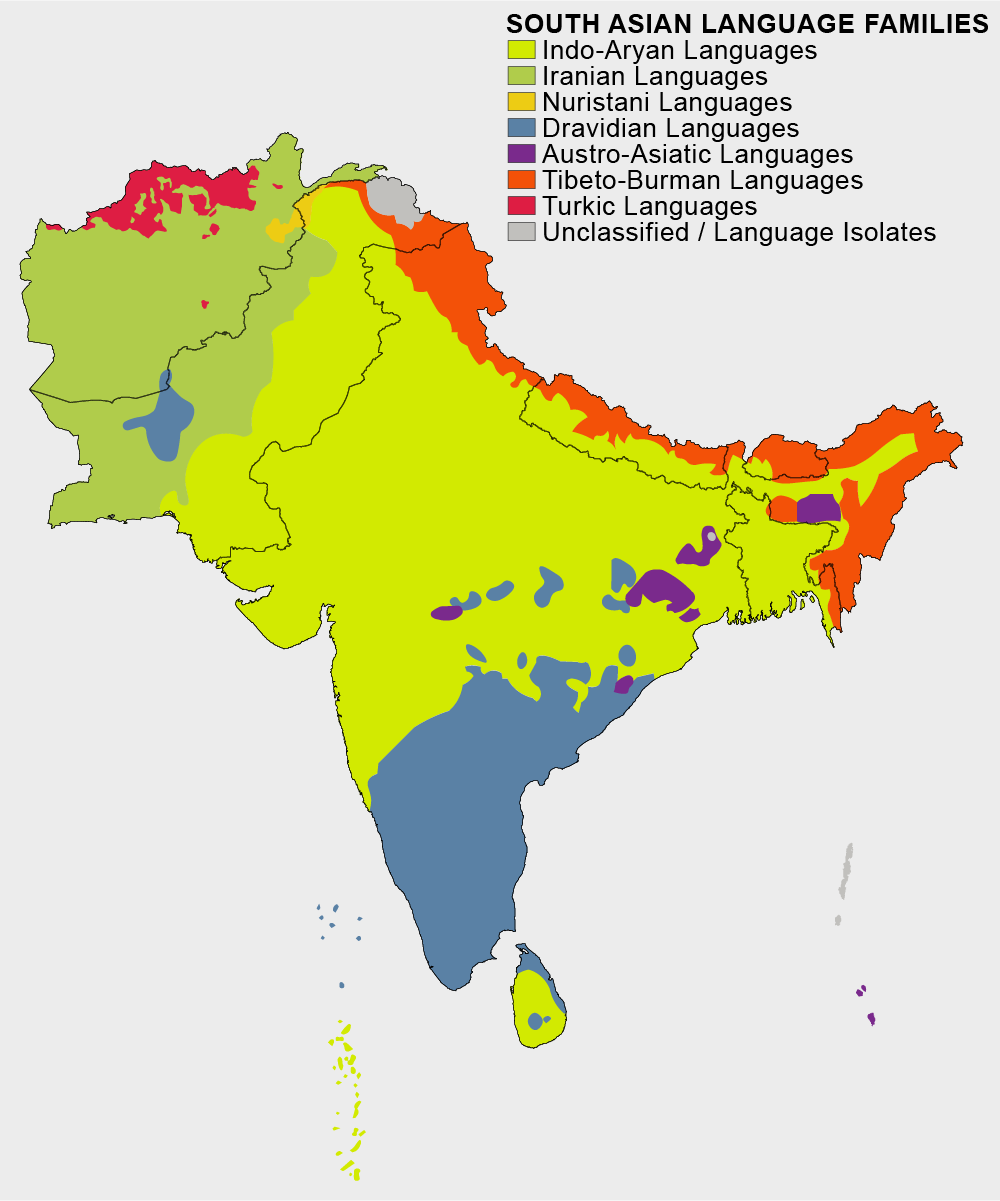
Phân bố các nhóm ngôn ngữ ở Ấn Độ, Bangladesh và Pakistan theo địa lý.

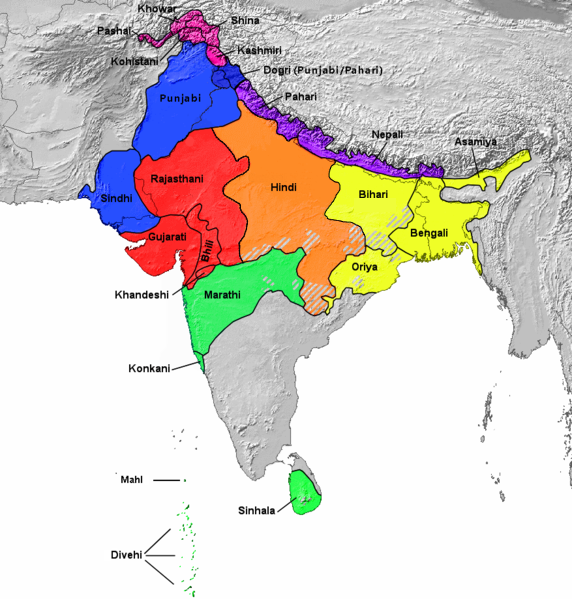
Phân bố các nhóm ngôn ngữ Indo-Aryan theo địa lý.

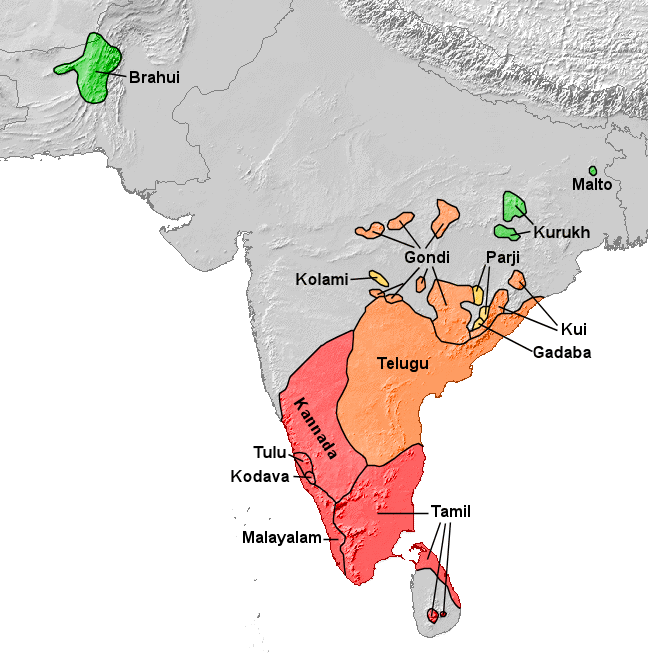
Phân bố các nhóm ngôn ngữ Dravidian theo địa lý.

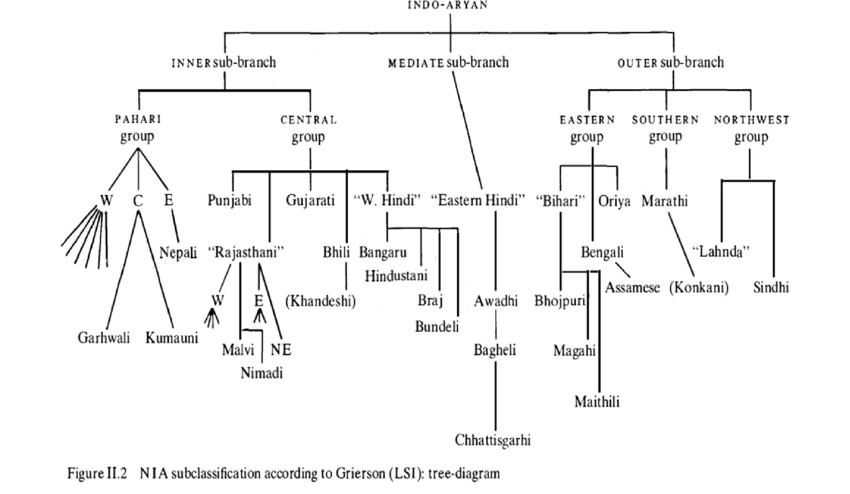
The-IA-language-family-Source-Masica-C-1991-The-Indo-Aryan-Languages-CUP-p-449

Các ngôn ngữ tại Ấn Độ thuộc một số ngữ hệ khác nhau, trong đó có ngữ chi Indo-Arya (được 72% người Ấn Độ sử dụng) và ngữ hệ Dravida (được 25% người Ấn Độ sử dụng). Các ngôn ngữ khác tại Ấn Độ thuộc về các ngữ hệ Hán-Tạng, ngữ hệ Nam Á, ngữ hệ Tai-Kadai và một số ngữ hệ phụ và các ngôn ngữ biệt lập.
Ngôn ngữ chính thức thứ nhất tại Cộng hòa Ấn Độ là tiếng Hindi tiêu chuẩn trong khi tiếng Anh là ngôn ngữ chính thức thứ hai Hiến pháp của Ấn Độ quy định "Ngôn ngữ chính thức của Liên bang là tiếng Hindi với hệ thống chữ viết Devanagari." Cả Hiến pháp cũng như luật pháp của Ấn Độ đều không quy định rõ ngôn ngữ quốc gia, đây là một quan điểm được hỗ trợ bởi một phán quyết của Tòa án Tối cao. Tuy nhiên, các ngôn ngữ được liệt kê trong Mục lục 8 của Hiến pháp Ấn Độ 8 đôi khi được nhắc tới, không giá trị pháp lý, là ngôn ngữ quốc gia của Ấn Độ..

## Ngôn ngữ chính thức của Ấn Độ
Ấn Độ có tổng cộng 22 ngôn ngữ đồng chính thức. Điều này cũng dễ hiểu vì Ấn Độ rất đông dân mà không có một ngôn ngữ đồng nhất như quốc gia láng giềng Trung Quốc. Sau đây là danh sách các ngôn ngữ phổ biến nhất tại Ấn Độ, bao gồm cả ngôn ngữ chính thức lẫn ngôn ngữ sử dụng phổ biến trên thực tế:
| STT | Hệ chữ viết      | Ngôn ngữ           | Chú thích |
| --- | ---------------- | ------------------ | --------- |
| 1.  | Đa hệ chữ        | Tiếng Maithili     |           |
| 2.  | Đa hệ chữ        | Tiếng Punjab       |           |
| 3.  | Đa hệ chữ        | Tiếng Sindh        |           |
| 4.  | Đa hệ chữ        | Tiếng Magad        |           |
| 5.  | Đa hệ chữ        | Tiếng Nepal Bhasa  |           |
| 6.  | Hệ chữ Phạn      | Tiếng Assam        |           |
| 7.  | Hệ chữ Phạn      | Tiếng Bodo         |           |
| 8.  | Hệ chữ Phạn      | Tiếng Hindi        |           |
| 9.  | Hệ chữ Phạn      | Tiếng Konkan       |           |
| 10. | Hệ chữ Phạn      | Tiếng Meitei       |           |
| 11. | Hệ chữ Phạn      | Tiếng Marathi      |           |
| 12. | Hệ chữ Phạn      | Tiếng Nepal        |           |
| 13. | Hệ chữ Phạn      | Tiếng Phạn         |           |
| 14. | Hệ chữ Phạn      | Tiếng Chhattisgarh |           |
| 15. | Hệ chữ Phạn      | Tiếng Haryanv      |           |
| 16. | Hệ chữ Phạn      | Tiếng Garo         |           |
| 17. | Hệ chữ Phạn      | Tiếng Magar        |           |
| 18. | Hệ chữ Phạn      | Tiếng Sherpa       |           |
| 19. | Hệ chữ Phạn      | Tiếng Tamang       |           |
| 20. | Hệ chữ Phạn      | Tiếng Gurung       |           |
| 21. | Hệ chữ Phạn      | Tiếng Sunwar       |           |
| 22. | Hệ chữ Phạn      | Tiếng Rajasthan    |           |
| 23. | Hệ chữ Gujarat   | Tiếng Gujarat      |           |
| 24. | Hệ chữ Kannada   | Tiếng Kannada      |           |
| 25. | Hệ chữ Ả Rập     | Tiếng Kashmir      |           |
| 26. | Hệ chữ Ả Rập     | Tiếng Dogri        |           |
| 27. | Hệ chữ Ả Rập     | Tiếng Urdu         |           |
| 28. | Hệ chữ Malayalam | Tiếng Malayalam    |           |
| 29. | Hệ chữ Oriya     | Tiếng Oriya        |           |
| 30. | Hệ chữ Ol Chiki  | Tiếng Santal       |           |
| 31. | Hệ chữ Telugu    | Tiếng Telugu       |           |
| 32. | Hệ chữ Tamil     | Tiếng Tamil        |           |
| 33. | Hệ chữ Latin     | Tiếng Anh          |           |
| 34. | Hệ chữ Latin     | Tiếng Karbi        |           |
| 35. | Hệ chữ Latin     | Tiếng Pnar         |           |
| 36. | Hệ chữ Latin     | Tiếng Khasi        |           |
| 37. | Hệ chữ Latin     | Tiếng Mizo         |           |
| 38. | Hệ chữ Latin     | Tiếng Kulung       |           |
| 39. | Hệ chữ Latin     | Tiếng Kokoborok    |           |
| 40. | Hệ chữ Latin     | Tiếng Pháp         |           |
| 41. | Hệ chữ Latin     | Tiếng Đức          |           |
| 42. | Hệ chữ Tạng      | Tiếng Tạng         |           |
| 43. | Hệ chữ Tạng      | Tiếng Sikkim       |           |
| 44. | Hệ chữ Lepcha    | Tiếng Lepcha       |           |
| 45. | Hệ chữ Limbu     | Tiếng Limbu        |           |